# 荒川千成
荒川 千成（あらかわ せんなり、1888年 - 1963年5月1日）は、漫才師。まだ漫才が萬歳と表記されていた頃の芸人で、現在の漫才芸の源流となるうちの一人。

## 略歴
最初は2代目桂小文枝門下となり、「桂枝春」の名で落語家として寄席に出ていたが、大正に入り、音曲万歳の大家・荒川浅丸の門下となり万歳に転向。
主要寄席には出演せず、諸芸色物一座「千成会」を結成し、ドサ周りを続ける。その芸は現在の一般的なしゃべくり漫才とは異なり、鼓、三味線等の楽器を用いた大津絵節や追分節、都々逸、安来節などを唄う音曲芸を主とした。
戦中、戦後と舞台に上がっていなかったが、花月亭九里丸の勧めで引退興行を行なった。吉田留三郎の記憶によれば、私生活では3度の結婚をし、最初の妻は早くに亡くした。また臨終の直前には、前妻もそろって看病をしたという。

## 弟子・一門筋
- 松原勝美
- もろ多玉枝・広多成三郎
- 荒川ラジオ・テレビ
- 荒川久丸・千夜子
- 荒川福児・笑児
- 東みつ子
- 中村さよ子